# Paradoxe sur le comédien
Le Paradoxe sur le comédien est un essai sur le jeu de l'acteur que Denis Diderot rédige d'abord sous la forme d'un monologue, un compte rendu critique en 1769, puis qu'il transforme en dialogue entre un Premier et un Second interlocuteur, entre 1773 et 1777. Ce dialogue n'est diffusé, du vivant de Diderot, que via la très confidentielle Correspondance littéraire. Il ne sera publié à titre posthume qu'en 1830.
Il s'agit, selon Constantin Stanislavski, d'un des plus importants ouvrages théoriques sur le jeu de l'acteur.

## Quel est le paradoxe?
La thèse de Diderot est un paradoxe : on pourrait croire que le meilleur acteur est celui qui met le plus de lui-même dans ce qu'il joue, celui qui joue « de sensibilité ». En fait c'est tout le contraire : le grand acteur est celui qui joue de sang-froid (au XVIIIe siècle, on écrit de sens froid, en gardant le sens, la raison, la tête froide).

### Une notion clef: le modèle idéal
Ce paradoxe repose sur une notion théorique fondamentale, la notion de modèle idéal. Le grand acteur ne joue pas directement son rôle, il ne cherche pas à s'identifier à son personnage. Il étudie ce personnage, il lit à son sujet, il se l'imagine, il s'en forge un « modèle idéal ». Ensuite, il n'aura plus, pour jouer, qu'à copier ce modèle : sortir de lui-même, s'aliéner, pour entrer dans ce modèle qui n'est pas lui (en cela, le sang-froid diderotien se rapproche de la distanciation brechtienne). Plus il joue, plus l'acteur de sang froid perfectionne ce modèle, alors que l'acteur qui joue de sensibilité dépense sa sensibilité à la première représentation, puis s'épuise et se lasse.

### Deux espaces de représentationa prioriopposés: le Salon et la Scène
Pour démontrer ce paradoxe, Diderot oppose deux espaces de représentation, le Salon et la Scène. Le Salon, c'est l'endroit où l'on cause, où chacun peut lancer un bon mot, raconter une bonne histoire : une anecdote ne se répète pas ; s'il faut la répéter, elle est refroidie, plus personne ne rit. L'espace du Salon est gouverné par la sensibilité. Au contraire, l'espace de la Scène est fondamentalement un espace où la même histoire peut être répétée indéfiniment : plus l'acteur la joue, plus il gagne en expérience et améliore sa performance. D'ailleurs les histoires ne sont pas du tout racontées de la même manière au Salon et sur la Scène : sur Scène, tout est agrandi, exagéré pour produire l'effet dramatique voulu ; au Salon, l'agrandissement théâtral serait ridicule.

### Renversement du paradoxe: jouer sur scène comme au salon…
À ce point de la démonstration, Diderot renverse la perspective : le problème est que cet agrandissement théâtral ne marche plus. On ne veut plus de cette grandiloquence au théâtre, elle est passée de mode. Le théâtre contemporain (Diderot évoque par exemple Sedaine) exige qu'on se rapproche au plus près de la nature, avec le moins possible d'agrandissement. Bref qu'on joue sur la scène comme si l'on était au salon : c'est ce que Diderot a tenté de mettre en œuvre en 1757 dans Le Fils naturel et de théoriser dans les Entretiens publiés avec le texte de la pièce.
Mais qu'en est-il dès lors du sang-froid ? Les dernières pages du dialogue sont difficiles à comprendre car on a l'impression que les positions respectives des deux interlocuteurs sont renversées… Diderot coupe court et nous laisse à nos interrogations…

## Éditions
- Paris, Sautelet, 1830. Première édition (disponible dans GoogleBooks.

- Paradoxe sur le comédien avec, recueillies et présentées par Marc Blanquet et les opinions de 21 personnalités. Editions Nord - Sud, 13, rue Grégoire-de-Tours, Pars (VIe). 1949.

Éditions critiques ou commentées
- Paradoxe sur le comédien, avec, recueillies et présentées par Marc Blanchet, les opinions de (21 personnalités du théâtre et du cinéma), Librairie théâtrale, 1958.
- Denis Diderot, Paradoxe sur le comédien, introduction et notes de Stéphane Lojkine, préface de Georges Benrekassa, Paris, Armand Colin, 1992, 234 p. (ISBN 978-2-200-31311-1)
- Denis Diderot, Paradoxe sur le comédien ; précédé de, Observations sur une brochure intitulée : Garrick, ou, Les acteurs anglais ; enrichi de, Observations sur un ouvrage intitulé : Traité du mélodrame, ou, Réflexions sur la musique dramatique, par M. Le Chevalier de Chastellux, texte établi et commenté par Jane Marsh Dieckmann, Paris, Hermann, 1996  (ISBN 978-2-70566302-5).
- Denis Diderot, Paradoxe sur le comédien, Sabine Chaouche (éd.), Paris, Flammarion, 2000.
- Denis Diderot, Denis Podalydès et Gabriel Dufay, Paradoxe sur le comédien, Archimbaud - Les Belles Lettres, 2012 Éditions du Paradoxe sur le comédien précédée d'un entretien entre Denis Podalydès et Gabriel Dufay intitulé « L'Acteur et le paradoxe ».